# Fulica alai
Fulica alai é uma espécie de ave da família Rallidae.
É endémica dos Estados Unidos da América.
Os seus habitats naturais são: lagos de água doce, marismas de água doce, lagoas costeiras de água salgada e áreas de armazenamento de água.
Está ameaçada por perda de habitat.